# خدمة التحقيق بجرائم البحرية
خدمة التحقيق بجرائم البحرية الأمريكية (NCIS) هي المؤسسة الرئيسية لفرض القانون في بحرية الولايات المتحدة الأمريكية. تقوم المؤسسة بالتحقيق بقضايا تتعلق بجرائم ضد بحرية الولايات المتحدة، وقوات مشاة بحرية الولايات المتحدة، بالترافق مع الأمن القومي، مكافحة التجسس، ومكافحة الإرهاب وهي منظمة عقبت خدمة التحقيق البحرية السابقة (NIS). 